# 김재원 (인터넷 방송인)
김재원(1998년 6월 22일~)은 오버워치와 병맛 게임, 짝퉁 게임, 마인크래프트, 괴담 시리즈를 주로 하는 대한민국의 종합 게임 유튜버이자 치지직 스트리머이다. 소속사는 샌드박스 네트워크이다. 구독자는 2025년 4월 15일 기준 약 183만명이고, 동영상 수는 약 3.3천개이다. 업로드 시간은 매일 오후 4시다. 4월 14일에 입대 예정임 밝혔다. 2026년10월13일날 제대 예정이다.  

## 생애
방송은 초등학교 5학년 때 시작하였으며, 주로 채널FUN에 메이플스토리 관련 영상을 올렸다. 그 후 중학교 2학년 때 닉네임을 에마군으로 바꾸었고, 주로 스타크래프트나, 짱구는 못말려 병맛더빙을 했다. 그 후로 방송을 하지 않다가, 중학교 3학년때 다시 시작했다. 이때 랜덤박스 (게렌)를 만났다. 고등학교 2학년때는 당시 유행하던 H1Z1을 하였다. 이 때 아프리카TV BJ 상위 400위 안에 있던 BJ 빅헤드가 한 우물을 파라고 해서 시작한 것이라고 한다. 고등학교 3학년 때는 오버워치를 시작하였다. 오버워치에서 메이를 이용했는데 너무 잘 쓰는 바람에 '메이코패스'라는 별명이 생겼다. 당시 마우스가 안 좋아 메르시를 하다 재미없어서 메이를 시작하였다고 한다.최근에는 MBC에서 방송하는 웹툰 기반 드라마인 저녁 같이 드실래요?에서 본인 역할로 10초가량 출연을 하기도 했다. 2020년 7월 9일에 인기를 끈 웹예능 가짜사나이에 출연하였다.
원래 아프리카TV에서 방송을 할 때의 닉네임은 에마군이였으나, 페이스북 가입 규정에 따라 닉네임을 자신의 본명(김재원)으로 바꾸었다. 방송 초창기 시절에는 '뒤즈니'라는 닉네임을 사용했다. 후에는 '김재원은 메이코패스'라는 인식이 너무 강해 "김재원의 즐거운 게임세상"으로 바꿨다. 현재는 게임 외에 다른 콘텐츠도 한다는 뜻으로 '김재원의 즐거운 세상'으로 바꿨다.

## 출연
- 저녁 같이 드실래요? - 김재원(본인 역)
- 가짜사나이
- 오진다

## 같이 보기
- 김블루
- 꽈뚜룹
- 인터넷 방송인
- 트위치
- 샌드박스 네트워크
- 오버워치
- 가짜사나이
- 머독
- 게렌